# Indar Gorri
Indar Gorri és el grup de seguidors de l'equip de futbol Club Atlético Osasuna que se situa a la grada baixa del gol sud de l'estadi El Sadar. El nom és en basc, que traduït al català significa "Força Roja" (Indarra = força; Gorria = vermell, roig).

## Característiques
La seva ideologia es basa és el nacionalisme basc, l'antifeixisme i l'antiracisme. Indar Gorri és un dels grups pertanyents i fundadors d'Euskal Hintxak, col·lectiu que agrupa un gran nombre de grades antifeixistes del País Basc i que demana l'oficialitat de la selecció de futbol del País Basc.
Indar Gorri compta amb gairebé 1.000 membres, entre socis i simpatitzants, d'entre els quals hi ha uns 50 Red & Anarchist Skin Heads. Aquest grup de seguidors ha passat en aquests vint anys d'un cert caràcter local, ja que al principi la majoria eren de Pamplona, a estendre's per diferents punts de Navarra i fins i tot amb seccions en altres zones de l'estat, com Madrid, Catalunya i Andalusia.

## Amistat i rivalitat
Les principals amistats del col·lectiu són amb els següents grups: Brigadas Amarillas (Cadis CF), Resaca Castellana (Burgos CF), Bukaneros (Rayo Vallecano), Peña Mújika Taldea (Reial Societat), Eztanda Norte (Deportivo Alavés), UM02 (Montreal Impact), Desperdicis (UE Sant Andreu), Herri Norte Taldea (Athletic Club) i altres grups d'Euskal Hintxak.
Per contra, les principals rivalitats són amb els següents ultres: Supporters Gol Sur (Reial Betis), Ligallo Fondo Norte (Reial Saragossa), Juventudes Verdiblancas (Racing de Santander), Ultras Sur (Reial Madrid CF), Ultras Yomus (València CF), Gaunas Sur (Logroñés) i Ultra Boys (Real Sporting de Gijón).

## Història
El 13 de desembre de 1987, la graderia Sud del llavors El Sadar va ser l'aparador de l'estrena d'un nou grup de seguidors anomenat Indar Gorri. L'afició del Club Atlético Osasuna estava una mica cremada a causa de molèsties en desplaçaments anteriors, així, fruit de la unió d'un parell de grups d'aficionats i amb l'estàtua de Furs com a lloc de les seves primeres reunions, sorgeix Indar Gorri, el qual es va fer realitat en un Club Atlético Osasuna - CD Sabadell amb empat a zero.
A diferència de les altres penyes Osasuna, Indar Gorri no amagava el seu caràcter. Indar Gorri va passar de ser un moviment espontani, a un gran grup de seguidors. Una de les activitats de les quals més orgullosos estan els seus socis és la Jornada en contra el Racisme, ja que van ser uns dels pioners en organitzar aquest tipus d'actes per lluitar en contra de la xenofòbia en el futbol, en la qual a més de conferències i exposicions per abordar aquesta problemàtica, es disputa un partit amistós.
L'entitat porta animant l'Osasuna ininterrompudament gairebé una quarta part de la història del club roig. El 2 de febrer de 2016, 18 membres van ser detinguts acusats de lesions. El 5 de maig de 2022 va comunicar públicament que, per al que restava de temporada, deixaria d'animar a l'estadi local d'El Sadar per culpa de l'allau de sancions econòmiques que rebia, majoritàriament per estar dempeus en una zona de la grada que, en teoria, està habilitada a aquests efectes.